# Mèo Maine Coon
Maine Coon hay mèo lông dài Mỹ là một nòi mèo nhà có đặc điểm kiểu hình đặc trưng và có kỹ năng săn mồi đáng nể. Nó là một trong những nòi mèo tự nhiên cổ xưa nhất ở Bắc Mỹ, là nòi bản địa của bang Maine và được bang này chọn là động vật đại diện cho mình.
Nguồn gốc thật sự cũng như thời gian chính xác mà mèo Maine Coon được đưa tới Hoa Kỳ chưa được biết tới rõ ràng và nhiều giả thuyết đã được đặt ra về vấn đề này. Maine Coon từng có thời thịnh vượng trong các cuộc thi mèo vào cuối thế kỷ 19, tuy nhiên đến đầu thế kỷ 20 khi các nòi mèo lông dài khác được du nhập vào Hoa Kỳ thì vị trí của Maine Coon bắt đầu tụt dốc. Vào khoảng thời gian gần đây, danh tiếng của mèo Maine Coon lại bắt đầu khởi sắc và trong thời gian hiện tại nó là một trong những nòi mèo phổ biến nhất trên thế giới.
Đặc điểm nổi bật của mèo Maine Coon là cấu trúc xương lớn, cơ thể hình chữ nhật và bộ lông dài bồng bềnh. Maine Coon có thể có nhiều màu lông khác nhau và nổi tiếng bởi trí thông minh của chúng cũng như tính tình hiền lành. Các bệnh tật như trương phình cơ tim và loạn phát triển hông được ghi nhận có tồn tại ở nòi, tuy nhiên các biện pháp y học có thể giúp làm giảm tần số của những vấn đề trên.

### Nguồn gốc

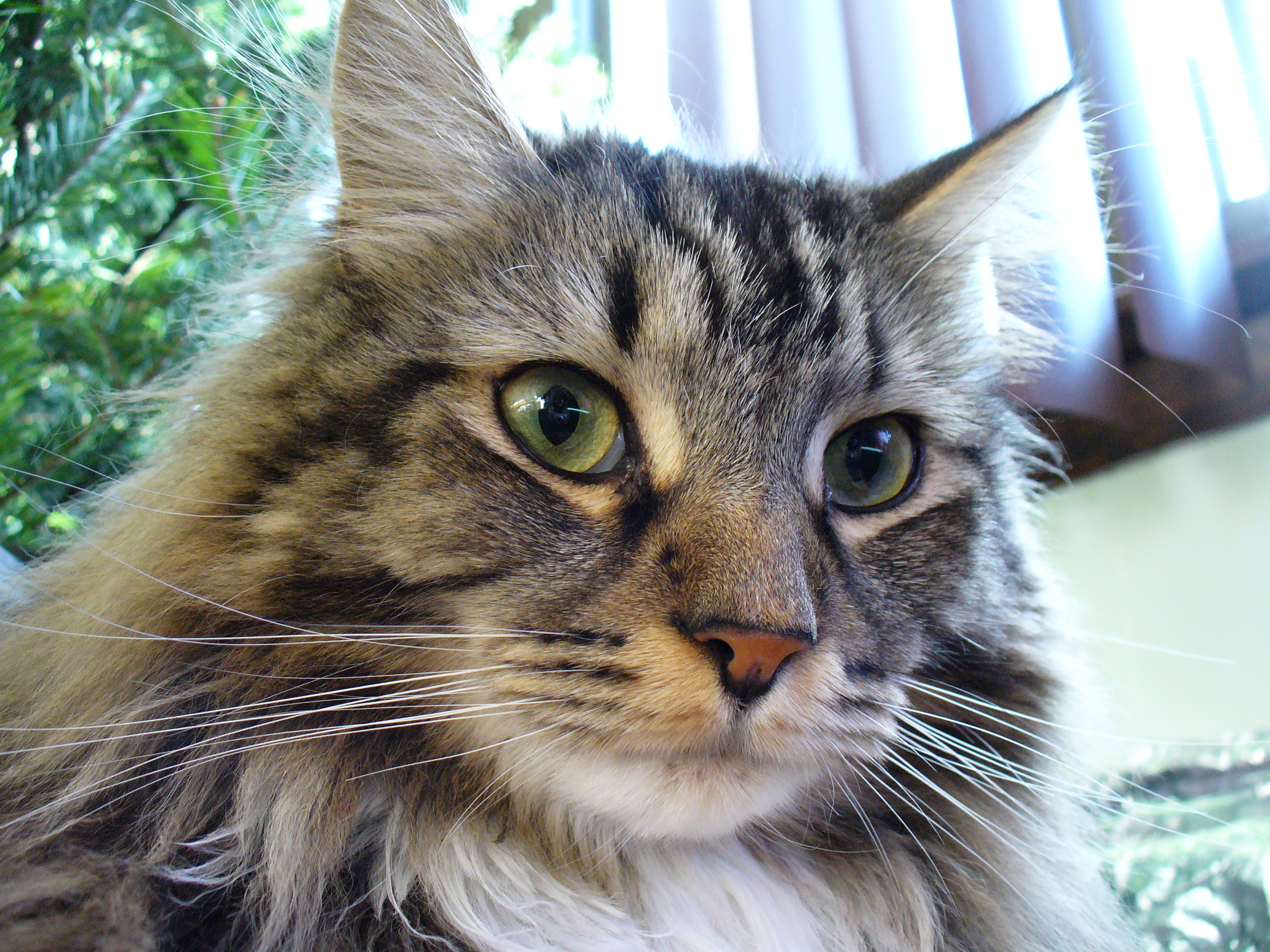
Mặt của một con mèo Maine Coon

### Danh tiếng

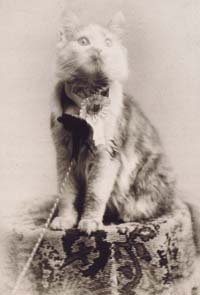
Cosey, một con mèo Maine Coon chiến thắng trong cuộc thi mèo đầu tiên ở Hoa Kỳ vào ngày 8 tháng 5 năm 1895

## Mô tả

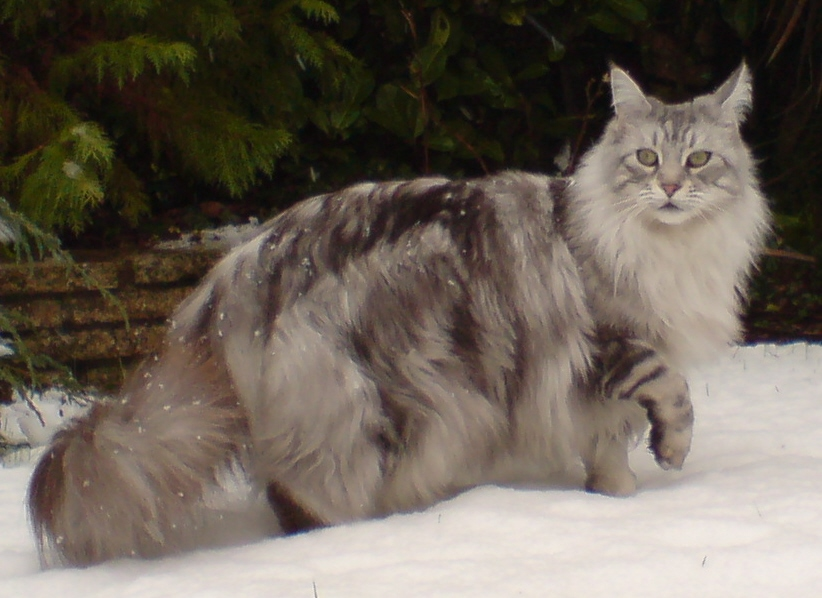
Mèo khoang giống Maine Coon lông xám bạc trong tuyết.

## Sức khỏe

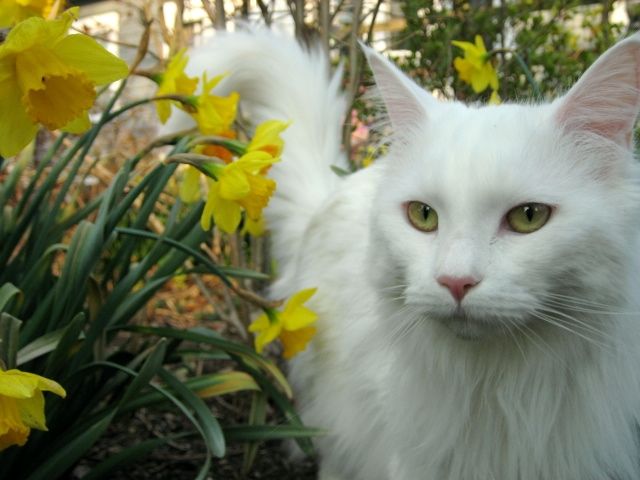
Một con mèo Maine Coon lông trắng.

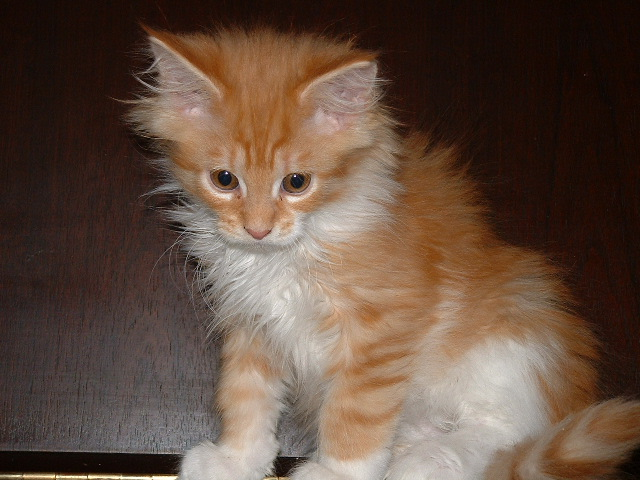
Mèo Maine Coon con 75 ngày tuổi.

## Lịch sử